# Chavannes-près-Renens
Chavannes-près-Renens (toponimo francese) è un comune svizzero di 7 585 abitanti del Canton Vaud, nel distretto dell'Ouest lausannois.

## Monumenti e luoghi d'interesse

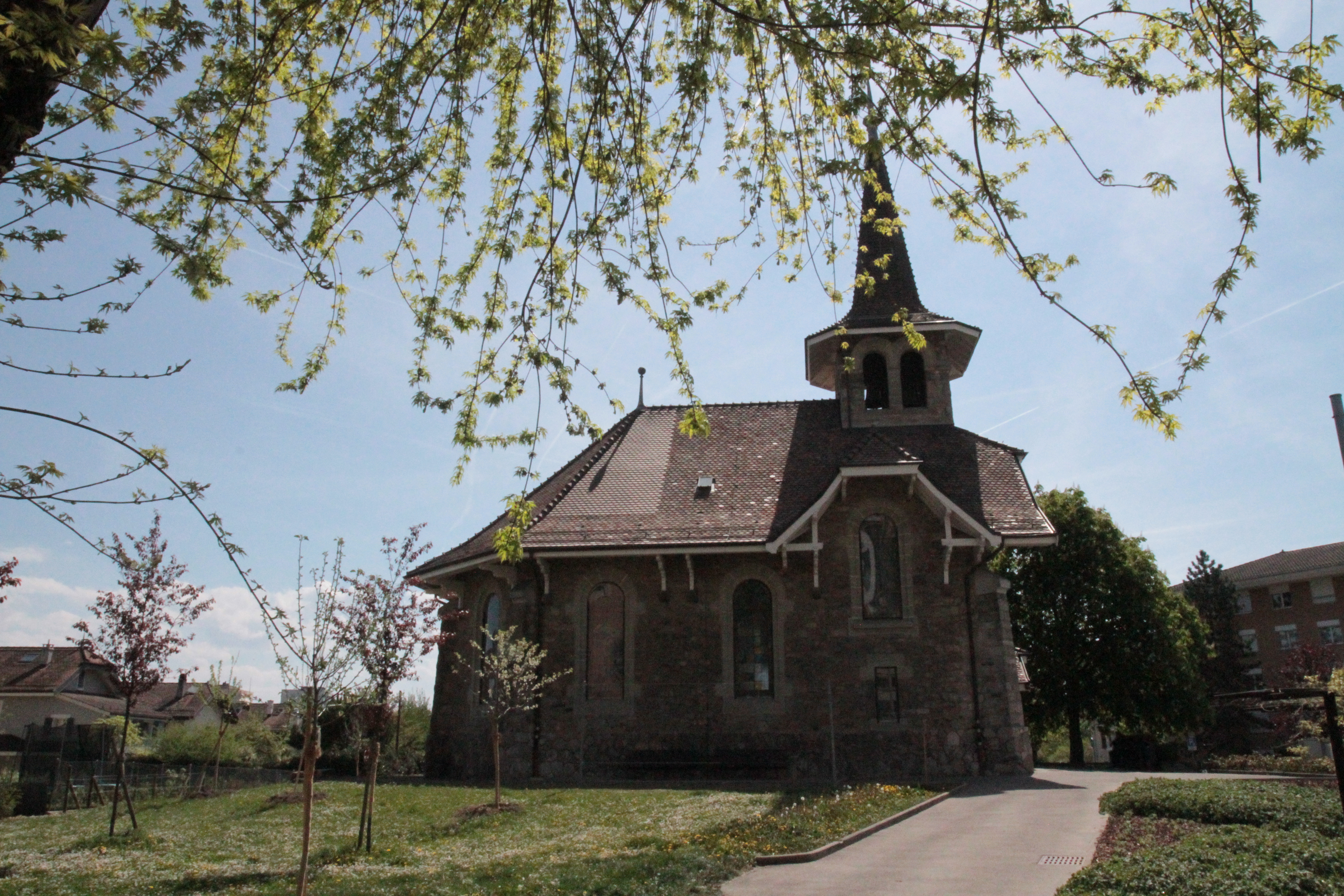
La chiesa riformata

- Chiesa riformata.

## Società

### Evoluzione demografica
L'evoluzione demografica è riportata nella seguente tabella:
Abitanti censiti

### Istituzioni, enti e associazioni

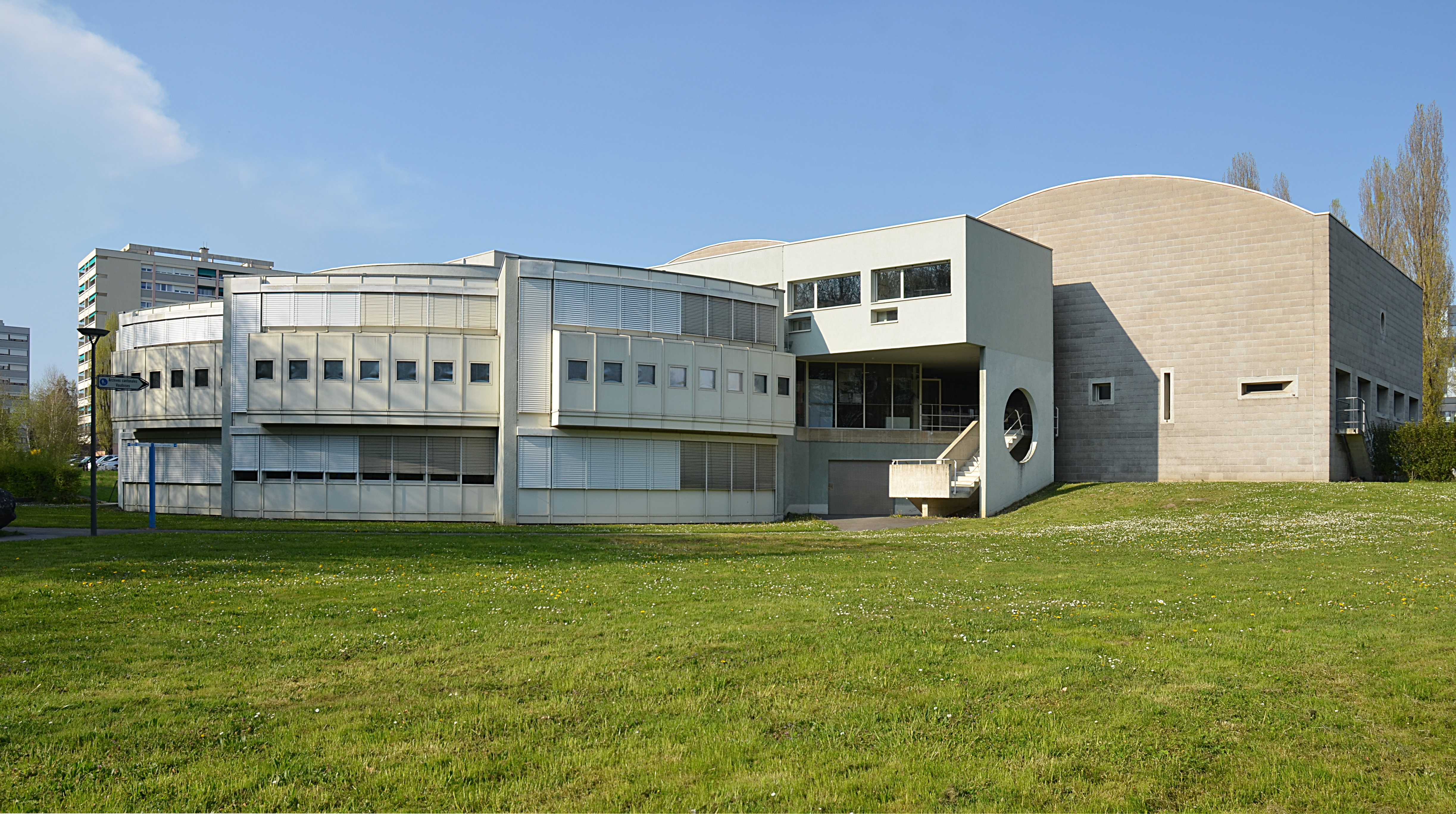
L'Archivio cantonale vodese

Vi si trova l'Archivio cantonale vodese, l'archivio di Stato del Canton Vaud.

## Infrastrutture e trasporti

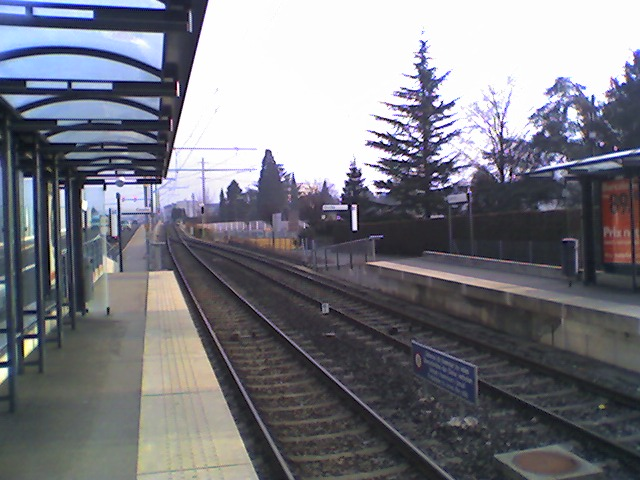
La stazione Crochy

Chavannes-près-Renens è servito dalle stazioni Cerisaie, Crochy e UNIL della linea M1 della metropolitana di Losanna.

## Amministrazione
Ogni famiglia originaria del luogo fa parte del cosiddetto comune patriziale e ha la responsabilità della manutenzione di ogni bene ricadente all'interno dei confini del comune.